# Caius Fabius Ambustus
Caius Fabius Ambustus est un homme politique de la République romaine. Fils de Numerius Fabius Ambustus (tribun militaire à pouvoir consulaire en 406 av. J.-C.) et frère de Marcus Fabius Ambustus (consul en 360, 356 et 354 av. J.-C.).
Il est consul en 358 av. J.-C.